# Challenger de Busan 2016

El torneo Busan Open 2016 es un torneo profesional de tenis. Pertenece al ATP Challenger Series 2016. Se disputará su 15.ª edición sobre superficie dura, en Busan, Corea del sur entre el 2 al el 8 de mayo de 2016.

## Jugadores participantes del cuadro de individuales
| Favorito | País                     | Jugador           | Rank1 | Posición en el torneo |
| -------- | ------------------------ | ----------------- | ----- | --------------------- |
| 1        | Bandera de Lituania      | Ričardas Berankis | 55    | Primera ronda, retiro |
| 2        | Bandera de Australia     | John Millman      | 66    | Semifinales           |
| 3        | Bandera de Australia     | Sam Groth         | 80    | Primera ronda         |
| 4        | Bandera de Corea del Sur | Chung Hyeon       | 84    | Primera ronda         |
| 5        | Bandera de Japón         | Tatsuma Ito       | 105   | Primera ronda         |
| 6        | Bandera de Eslovaquia    | Lukáš Lacko       | 113   | Segunda ronda         |
| 7        | Bandera de Japón         | Yūichi Sugita     | 114   | Cuartos de final      |
| 8        | Bandera de Alemania      | Michael Berrer    | 115   | Primera ronda         |

- 1 Se ha tomado en cuenta el ranking del 25 de abril de 2016.

### Otros participantes
Los siguientes jugadores recibieron una invitación (wild card), por lo tanto ingresan directamente al cuadro principal (WC):
- Oh Chan-yeong
- Kwon Soon-woo
- Hong Seong-chan
- Nam Ji-sung

Los siguientes jugadores ingresan al cuadro principal tras disputar el cuadro clasificatorio (Q):
- Matthew Barton
- Jimmy Wang
- Michał Przysiężny
- Marinko Matosevic

## Campeones

### Individual Masculino
- Konstantin Kravchuk derrotó en la final a  Daniel Evans, 6–4, 6–4

### Dobles Masculino
- Sam Groth /  Leander Paes derrotaron en la final a  Sanchai Ratiwatana /  Sonchat Ratiwatana, 4–6, 6–1, [10–7]